# 光るよ/Reborn
「光るよ/Reborn」(ひかるよ/リボーン)は、東京女子流の26枚目の両A面シングル。2019年2月27日にavex traxから発売された。

## 概要
前作「kissはあげない」から8ヶ月ぶりの2019年第1弾シングル。
CD商品としてType-A（CDとミュージックビデオおよびメイキングが収録されたDVDのセット、AVCD-94288/B）、Type-B（CDのみ、AVCD-94289）の2形態がある他、mu-moショップ・イベント会場限定のミュージックカードが全5種類ある。
本作のミュージックビデオではバックダンサーオーディションで選ばれたダンサー4人を従えて計8人でダンスパフォーマンスを披露し、今までとは一線を画す新たな一面を見せた作品となっている。

## 収録内容
Type-A･B
1. 「光るよ」（=TGS73） – 4:51
作詞：春ねむり / 作曲：増田武史 / 編曲：増田武史
2. 「Reborn」（=TGS74） – 4:22
作詞：Naoki Takada / 作曲：IMAKISASA / 編曲：ツカダタカシゲ
3. 「光るよ More Guitar Mix」 – 4:53
リミックス：増田武史

DVD（Type-Aのみ）
- 「光るよ Music Video」
- 「物足りなかった人たちへの、続きの話。～光るよ Making Movie～」